# 阿爾特諾盧克

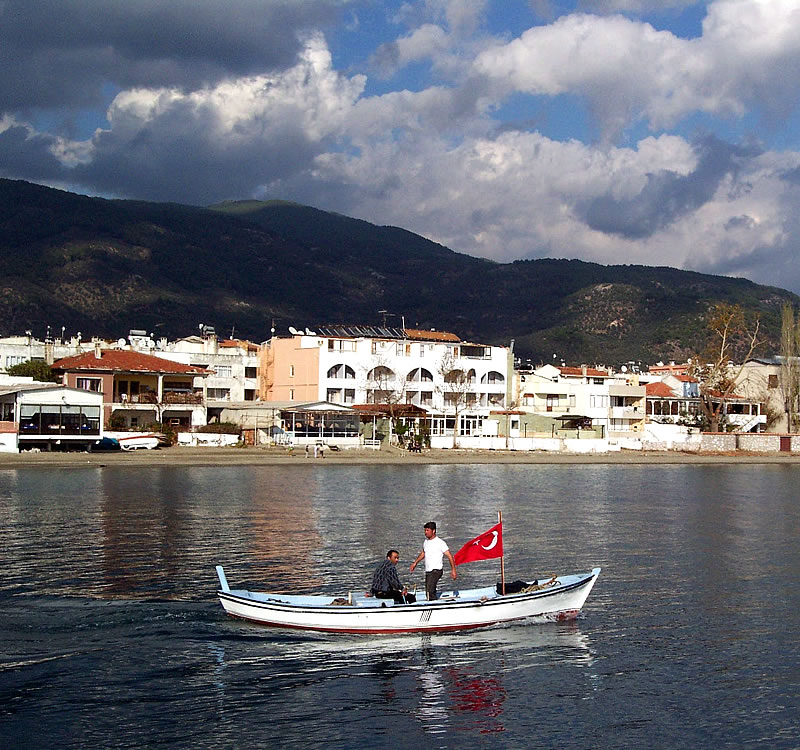

阿爾特諾盧克是土耳其的城鎮，由巴勒克埃西爾省負責管轄，位於該國西部，面積4,044平方公里，受地中海氣候影響，主要經濟活動有旅遊業、漁業和種植橄欖，2011年人口15,399。

## 外部連結
- Altınoluk Guide
- Altınoluk Municipality website